# Вовча лапа звичайна
Вовча лапа звичайна, купа́льниця європе́йська (Trollius europaeus) — вид квіткових рослин родини жовтецеві (Ranunculaceae).

## Біологічні характеристики

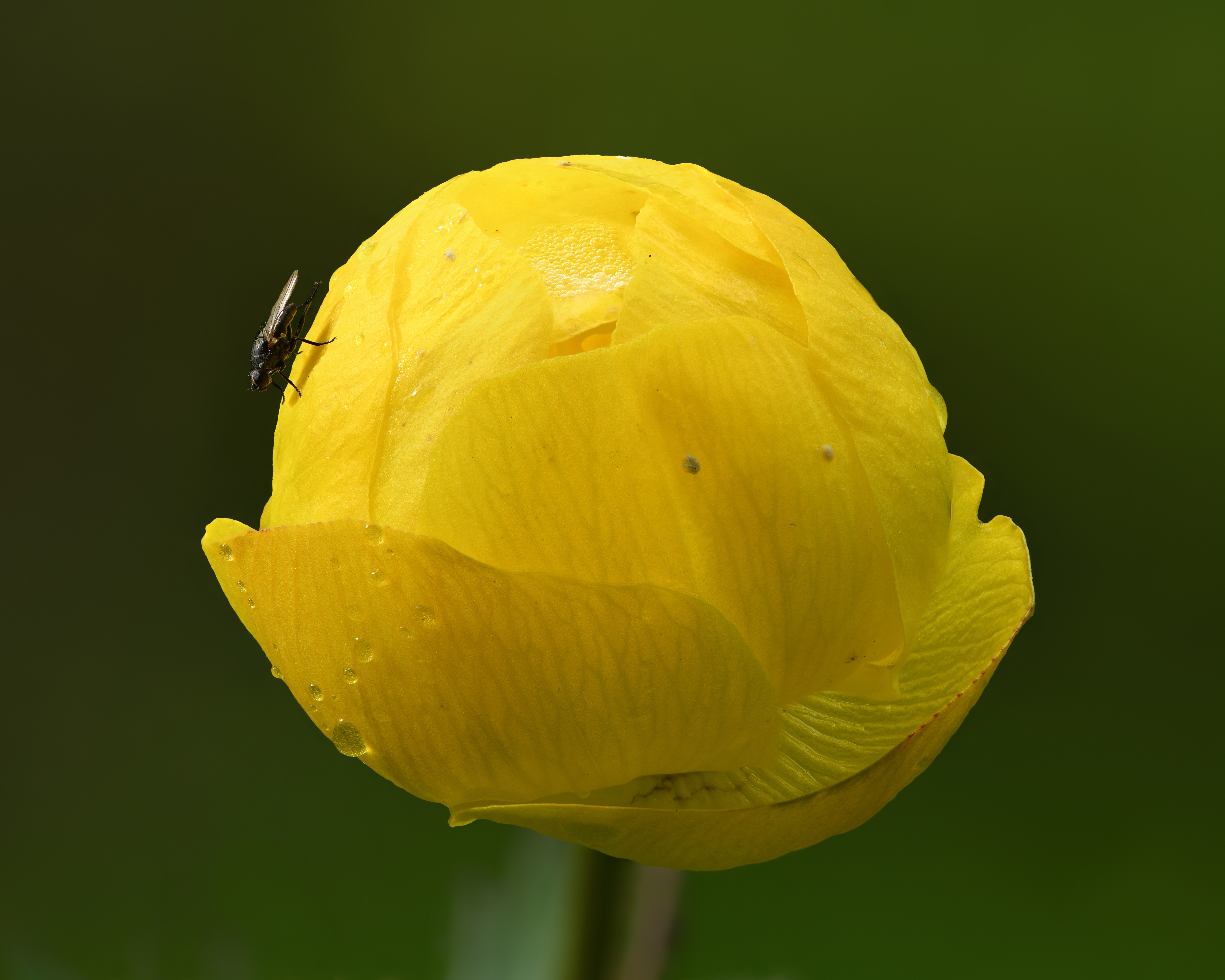
Квітка

Це — багаторічна рослина з прямостоячим стеблом до 50 см заввишки. Листки довгочерешкові, пальчасто-розсічені, темно-зелені, прикореневі. Квітки поодинокі, верхівкові, лимонно-жовті, блискучі, наче вкриті позолотою чи лаком.
Формула квітки: {\displaystyle \ast K_{5-20}\;C_{\infty }\;A_{\infty }\;G_{\infty }}.

## Поширення
Вид поширений в Європі та Західному Сибіру. Росте на вогких лісових луках та галявинах, узліссях, чагарникових заростях переважно у лісових і лісостепових районах та в Карпатах.

## Фармакологічні властивості
У свіжій траві міститься протоанемін, сліди інших алкалоїдів, сапоніни, вітамін С, органічні кислоти, дубильні речовини.

## Застосування у народній медицині
В народній медицині Білорусі використовують траву при шлункових захворюваннях. В Україні — зовнішньо при наривах.

## Естетичні характеристики
Оригінальна краса квіток цієї рослини є причиною зривання їх великої кількості на букети, внаслідок чого її стає дедалі менше.
Теплий, сонячний колір квіток купальниці робить їх особливо бажаними в садах та парках, на берегах водойм, струмків.

## Розмноження
Розмножується вегетативно і насінням, яке найдоцільніше висівати під зиму — тоді сходи з'являються навесні Цвіте на другий рік життя. Найкраще росте на родючих щільних ґрунтах.

## Заготівля
Траву заготовляють під час цвітіння, сушать на горищі при добрій вентиляції.